# Lista morților și răniților din Al Doilea Război Mondial în funcție de țară
Al Doilea Război Mondial a fost un conflict care a afectat foarte mult istoria omenirii, așa că s-au înregistrat și pierderi și câștiguri pe frontul de luptă. Pentru a vedea câți morți și câți râniți au fost înregistrați pe câmpurile de luptă vă rugăm să vedeți, în cele ce urmează, un tabel nominal cu toate pierderile pe câmpul de luptă.

## Pierderi în funcție de țară
Tabelul cuprinde cele mai semnificative țări care au luptat în cel de Al Doilea Război Mondial, cu morții și răniții din război. Pentru a vedea lista pe țări, vă recomandăm să accesați lista de țări, de pe Wikipedia în engleză.
| #  | Numele țării                                                                         | Tabără/alianță                      | Morți                         | Răniți                                    |
| -- | ------------------------------------------------------------------------------------ | ----------------------------------- | ----------------------------- | ----------------------------------------- |
| 1  | Indochina Franceză                                                                   | Aliații                             | 1.000.000 până la 2.200.000   | N/A                                       |
| 2  | Franța                                                                               | Aliații                             | 600.000                       | 390.000                                   |
| 3  | Germania Nazistă                                                                     | Axă                                 | 6.900.000 până la 7.400.000   | 7.300.000                                 |
| 4  | Italia                                                                               | Axă                                 | 492.400 până la 514.000       | 225.000 până la 320.000 (date incomplete) |
| 5  | România                                                                              | Axă (1939-1944) Aliații (1944-1945) | 500.000                       | 332.679                                   |
| 6  | Uniunea Sovietică                                                                    | Aliații                             | 20.000.000 până la 27.000.000 | 14.685.593                                |
| 7  | Japonia                                                                              | Axă                                 | 2.500.000 până la 3.100.000   | 326.000                                   |
| 8  | Thailanda                                                                            | Axă                                 | 7.600                         | N/A                                       |
| 9  | China                                                                                | Aliații                             | 15.000.000 până la 20.000.000 | 1.761.335                                 |
| 10 | India                                                                                | Aliații                             | 2.200.000 până la 3.087.000   | 64.354                                    |
| 11 | Lituania                                                                             | Aliații (cu frontierele din 1939)   | 370.000                       | N/A                                       |
| 12 | Iugoslavia                                                                           | Aliații                             | 6.63 până la 10.97            | 425.000                                   |
| 13 | Olanda                                                                               | Aliații                             | 250.000                       | 2.860                                     |
| 14 | Statele Unite                                                                        | Aliații                             | 419.400                       | 671.801                                   |
| 15 | Regatul Unit                                                                         | Aliații                             | 450.900                       | 376.239                                   |
| 16 | Cehoslovacia                                                                         | Aliații                             | 340.000 până la 355.000       | 8.017                                     |
| 17 | Canada                                                                               | Aliații                             | 43.600                        | 53.174                                    |
| 18 | Birmania                                                                             | Aliații                             | 252,600 până la 1,000,000     | N/A                                       |
| 19 | Letonia                                                                              | Aliații (cu frontierele din 1939)   | 250.000                       | N/A                                       |
| 20 | Ungaria (cifrele din 1938 granițele fără a include teritoriile anexate în 1938–1941) | Aliații                             | 5.08 până la 9.46             | 89.313                                    |